# 33 (tal)
33 (trettiotre) är det naturliga talet som följer 32 och som följs av 34. Det är det trettonde palindromtalet.

## Inom matematiken
- 33 är ett udda tal.
- 33 är ett semiprimtal
- 33 är ett extraordinärt tal
- 33 är ett Prothtal
- 33 är ett dodekagontal
- 33 är ett centrerat dodekaedertal
- 33 är ett Størmertal
- 33 är ett palindromtal i det decimala talsystemet.
- 33 är ett palindromtal i det binära talsystemet.

## Inom vetenskapen
- Arsenik, atomnummer 33
- 33 Polyhymnia, en asteroid
- M33, spiralgalax i Triangeln, Messiers katalog